# Elizabeth Minter
Elizabeth Minter (23 augustus 1965) is een tennisspeelster uit Australië.
In 1983 won Minter het juniorentoernooi van de US Open door  Marianne Werdel met 6-3, 7-5 te verslaan.
In 1984 speelde Minter voor Australië op de Olympische zomerspelen van Los Angeles.
Dat jaar behaalde ze ook twee dubbeltitels op het ITF-circuit, in Richmond met Joanne Russel en in Salt Lake City met haar oudere zus Anne Minter. Op de Australian Open van 1984 kwam ze met haar zus Anne tot de kwartfinale van het damesdubbelspel.
Op de FedCup speelde Minter twee partijen, beide in 1984, die ze beide wist te winnen.